# Championnats du monde de snowboard 1999
Les championnats du monde de snowboard 1999 se tiennent à Berchtesgaden (Allemagne).

## Résultats

### Hommes
| Épreuves           | Or                        | Argent                       | Bronze                       |
| ------------------ | ------------------------- | ---------------------------- | ---------------------------- |
| Slalom Parallèle   | Nicolas Huet, France      | Mathieu Bozzetto, France     | Werner Ebenhauer, Autriche   |
| Slalom G Parallèle | Richard Rikardsson, Suède | Stefan Kaltschuetz, Autriche | Harald Walder, Autriche      |
| Slalom G           | Markus Ebner, Allemagne   | Maxence Idesheim, France     | Stefan Kaltschuetz, Autriche |
| Cross              | Henrik Jansson, Suède     | Magnus Sterner, Suède        | Zeke Stegall, Australie      |
| Halpipe            | Ricky Bower, États-Unis   | Fredrik Sterner, Suède       | Timo Aho, Finlande           |

### Femmes
| Épreuves           | Or                        | Argent                     | Bronze                     |
| ------------------ | ------------------------- | -------------------------- | -------------------------- |
| Slalom Parallèle   | Marion Posch, France      | Isabelle Blanc, France     | Sandra Farmand, Allemagne  |
| Slalom G Parallèle | Isabelle Blanc, France    | Rosey Fletcher, États-Unis | Aasa Windahl, Suède        |
| Slalom G           | Margherita Parini, Italie | Lidia Trettel, Italie      | Sondra Van Ert, États-Unis |
| Cross              | Julie Pomagalski, France  | Maria Tikhvnskaja, Russie  | Olivia Guerry, France      |
| Halfpipe           | Kim Stacey, États-Unis    | Doriane Vidal, France      | Anna Hellman, Suède        |

## Tableau des médailles
| Rang | Nation     | Or | Argent | Bronze | Total |
| ---- | ---------- | -- | ------ | ------ | ----- |
| 1    | France     | 4  | 4      | 1      | 9     |
| 2    | Suède      | 2  | 2      | 2      | 6     |
| 3    | États-Unis | 2  | 1      | 1      | 4     |
| 4    | Italie     | 1  | 1      | 0      | 2     |
| 5    | Allemagne  | 1  | 0      | 1      | 2     |
| 6    | Autriche   | 0  | 1      | 3      | 4     |
| 7    | Russie     | 0  | 1      | 0      | 1     |
| 8    | Australie  | 0  | 0      | 1      | 1     |
| 8    | Finlande   | 0  | 0      | 1      | 1     |